# Râul Pietrele, Râmnicul Sărat
Râul Pietrele este un curs de apă, afluent al Râmnicului Sărat. 